# Jinmi-dong
Jinmi-dong (koreanska: 진미동) är en stadsdel i staden Gumi i provinsen Norra Gyeongsang i den centrala delen av Sydkorea, 205 km sydost om huvudstaden Seoul.